# Рефил
Refill, или рефил (от англ. refill — заправка, дополнение, что-либо служащее для перезаправки) — запасная емкость (запаска) с косметическим или парфюмерным продуктом. В парфюмерии это флакон с оригинальной ароматической композицией в более простой упаковке, чаще всего без распылителя. Рефилы, как правило, используют после опустошения оригинальной емкости.  

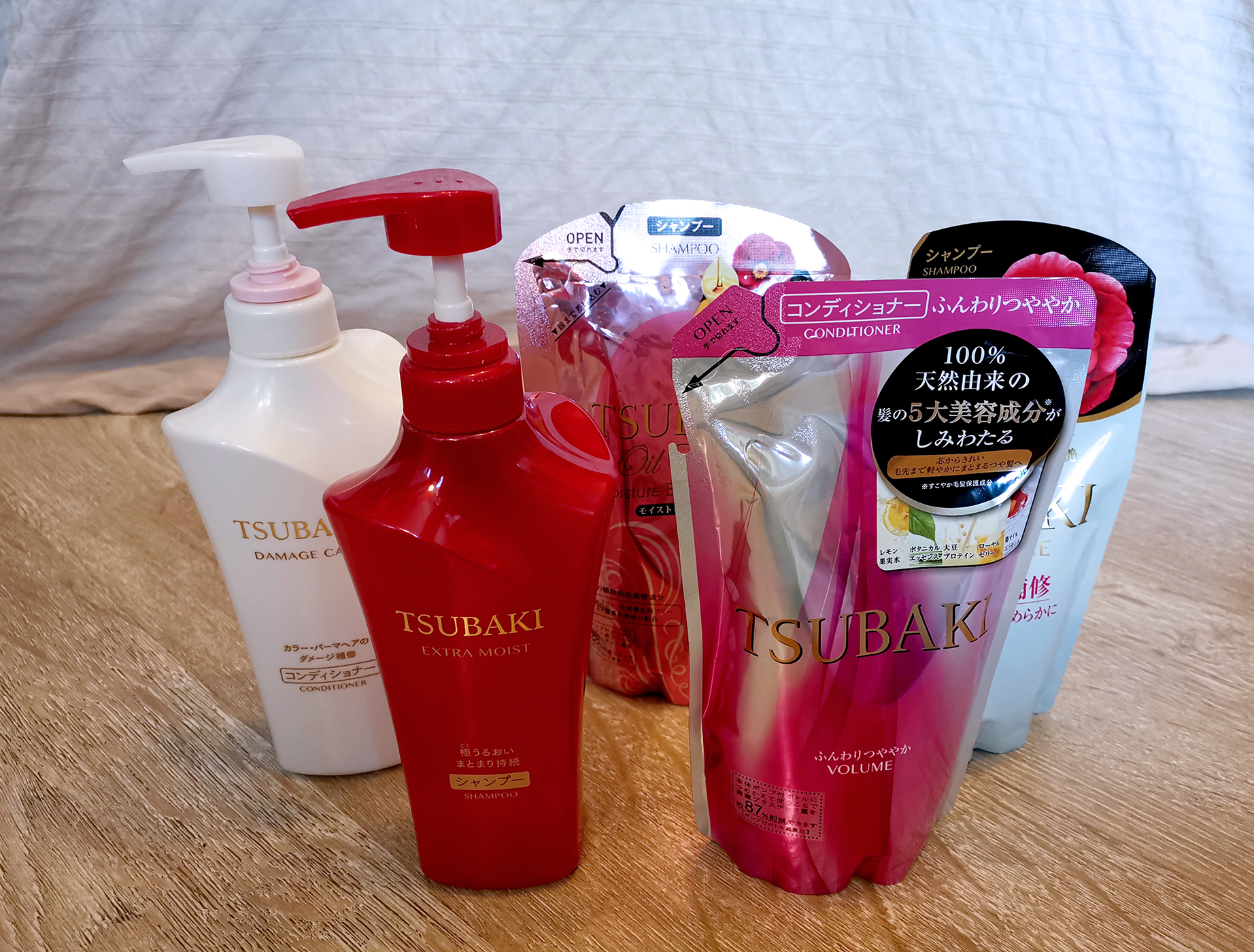
Одинаковая продукция во флаконе с дозатором и в рефиле

## История
Впервые продажи рефилов косметических средств начались в Японии в 1974 году, из-за нефтяного кризиса, вызвавшего подорожание пластика. Первоначально задачей было сокращение расходов на производство упаковки. В 1990-х годах популярность рефилов выросла из-за необходимости сортировки мусора в тесных квартирах и заботы об окружающей среде

## Виды

### Косметические рефилы
Для продажи средств для ухода за волосами в сегменте масс-маркета популярны рефилы в формате дой-пак, в элитном сегменте — в капсулах.
Среди декоративной косметики также популярно использование рефилов. Один раз приобретается оттенок в красивой упаковке, а затем, после окончания, заменяется на новую кассету, возможно другого оттенка.

### Бытовая химия
Рефилы как форма упаковки для продажи моющих средств активно используются последние годы. Для уменьшения размеров, цены и веса упаковки активно применяется продажа высококонцентрированного продукта, который необходимо разбавить водой при переливе в оригинальный флакон.

### Парфюмерные рефилы
Исторически, парфюмерные флаконы были многоразовыми, зачастую представляя собой сложное декоративное изделие. Флаконы можно было отнести к ювелирным изделиям, их могли изготавливать по индивидуальному заказу известные стеклодувы и ювелирные дома. Такой флакон служил долгое время, различные парфюмерные композиции заливались во флакон по мере его опустошения.
Позднее, в период расцвета массового производства и снижения цены производства флакона, упаковка для парфюмерии стала одноразовой, изменилось отношение к потреблению, более 120 миллиардов единиц различной упаковки выбрасывается ежегодно. В последние годы многие бренды парфюмерной промышленности сфокусировались на ответственном отношении к окружающей среде. Были разработаны различные способы сокращения отходов. Одним из способов явилось изготовление рефилов, оригинальной парфюмерии в простой, максимально экологичной упаковке.
Можно выделить несколько видов рефилов:
- Обычная бутылочка с крышкой без пульверизатора предназначена для дозаправки основного флакона. Одним из первых такой способ предложил парфюмерный дом Mugler в 1992 году. Чтобы стимулировать покупателей проявлять заботу об окружающей среде и благодаря сокращению издержек на производство флакона, цена миллилитра парфюма ниже чем в оригинальном флаконе. Покупается в дополнение к оригинальному флакону, после его опустошения[4]. Такие рефилы производят многие парфюмерные дома, в частности, Perfumer H, Kilian.
- Флакон с распылителем в упрощенной упаковке. Позволяет пользоваться ароматом без переливания. Является самостоятельным продуктом. Цена продукта снижается за счет отказа от декоративной упаковки и (или) крышки флакона. Вместе с этим сокращается загрязнение окружающей среды. Одним из брендов, использующих такую систему является «4160 Tuesdays»[4].
- Сменный блок с ароматом вставляется в нарядный футляр или чехол, где был основной флакон.Такой способ использует, в частности, Chanel[5].

#### Отличия от тестеров
Рефилы — это не тестеры и не мини-варианты парфюмерной продукции. Тестеры служат для ознакомления с ароматной композицией, они всегда снабжены спреем и повторяют дизайн оригинального флакона, хотя могут не иметь крышки. Тестеры не предназначены для продажи. Рефилы являются вариантом упаковки парфюма для продажи.

## Особенности
В настоящее время цена единицы продукта в рефиле может быть не ниже, а равна цене товара в полноценной упаковке.

### Преимущества
Рефилы обычно меньше по объему и весу, их использование снижает транспортные расходы и удобней для покупателя и продавца с точки зрения транспортировки и хранения. Рефилы можно делать из более экологичных материалов. Несколько рефилов разных вариантов продукции способствуют творчеству покупателя: смешивание компонентов, составление пар компонентов (к примеру в палетке для теней).